# Raspberry Beret
«Raspberry Beret» («Малиновый берет») — песня американского музыканта Принса и группы The Revolution. Вошла в вышедший в 1985 году альбом Around the World in a Day. В США была издана как первый сингл с этого альбома, а в Великобритании — как второй (после «Paisley Park»).
В апреле 2016 года, вскоре после смерти певца, читатели англоязычного веб-сайта журнала Rolling Stone (по результатам проведённого на нём опроса) поставили песню «Raspberry Beret» на 9 место в списке лучших песен Принса.
Хотя альбом Around the World in a Day (следующий вслед за Purple Rain) не был столь успешен, как предыдущие, Бриттани Спанос из журнала Rolling Stones считает песню Raspberry Beret с него «самым идеально выполненным поп-треком» в карьере певца.

## Сюжет
Песня о том, как поющий случайно встретил девушку с необычной деталью в одежде (а именно, на ней был малиновый берет) в магазине «Всё по 5 или 10 центов» и влюбился в неё.